# NO limiT
「nO limiT 」（ノー・リミット）は、エクリップスの1枚目のシングル。2009年5月29日にポニーキャニオンから発売された。

## 概要
エクリップスはテレビアニメ『バスカッシュ!』の登場人物である、ルージュ（戸松遥）、ヴィオレット（早見沙織）、シトロン（中島愛）の3人で構成されるアイドルユニット。表題曲は同アニメ第1期オープニングテーマ。カップリングには同アニメの挿入歌を収録。
ジャケットはエクリップスのイラストを使用。次作品『Running on』には「nO limiT」の各メンバーのソロバージョンが収録されている。

## 収録曲
1. nO limiT  [4:30] 
作詞：KK・藤末樹、作曲:藤末樹、編曲：草野よしひろ
2. moon passport [4:19]
作詞：Funta7・KK、作曲：Funta3、編曲：Funta7
3. nO limiT  （off vocal）
4. moon passport  （off vocal）

## 収録アルバム
| 曲名     | アルバム                | 発売日        |
| -------- | ----------------------- | ------------- |
| nO limiT | 『アイドル・アタック!』 | 2009年9月16日 |